# Nilüfer (Bursa)
Nilüfer ist eine Stadt im gleichnamigen Landkreis der türkischen Provinz Bursa und gleichzeitig ein Stadtbezirk im Nordwesten der 1986 geschaffenen Büyükşehir belediyesi Bursa (Großstadtgemeinde/Metropolprovinz). Laut einem älteren Stadtlogo wurde Nilüfer 1987 zur Belediye erhoben und gleichfalls Kreisstadt.
Der Landkreis liegt im nördlichen Zentrum der Provinz und umfasst einen Teil des Stadtzentrums von Bursa. Er grenzt im Westen an Mustafakemalpaşa und Karacabey, im Nordwesten an Mudanya, im Norden ans Marmarameer, im Nordosten an Gemlik, im Osten an Gürsu, Yıldırım und Osmangazi sowie im Süden an Orhaneli. Der Hauptort Nilüfer liegt nördlich der E 90, die die Großstadt Bursa von West nach Ost durchquert und von Çanakkale kommend nach Ankara führt. Die Fernstraße D-575 von Bursa nach Yalova führt von Süden nach Norden durch den Kreis. Im Westen liegt ein Teil des Sees Uluabat Gölü. Von Ost nach West durchfließt der Fluss Nilüfer Çayı den Landkreis, der nordwestlich des Sees in den Kocaçay mündet, der kurz darauf ins Marmarameer fließt.
Der Name der Stadt geht auf den Nilüfer Çayı zurück, der seinerseits nach Nilüfer Hatun benannt wurde.

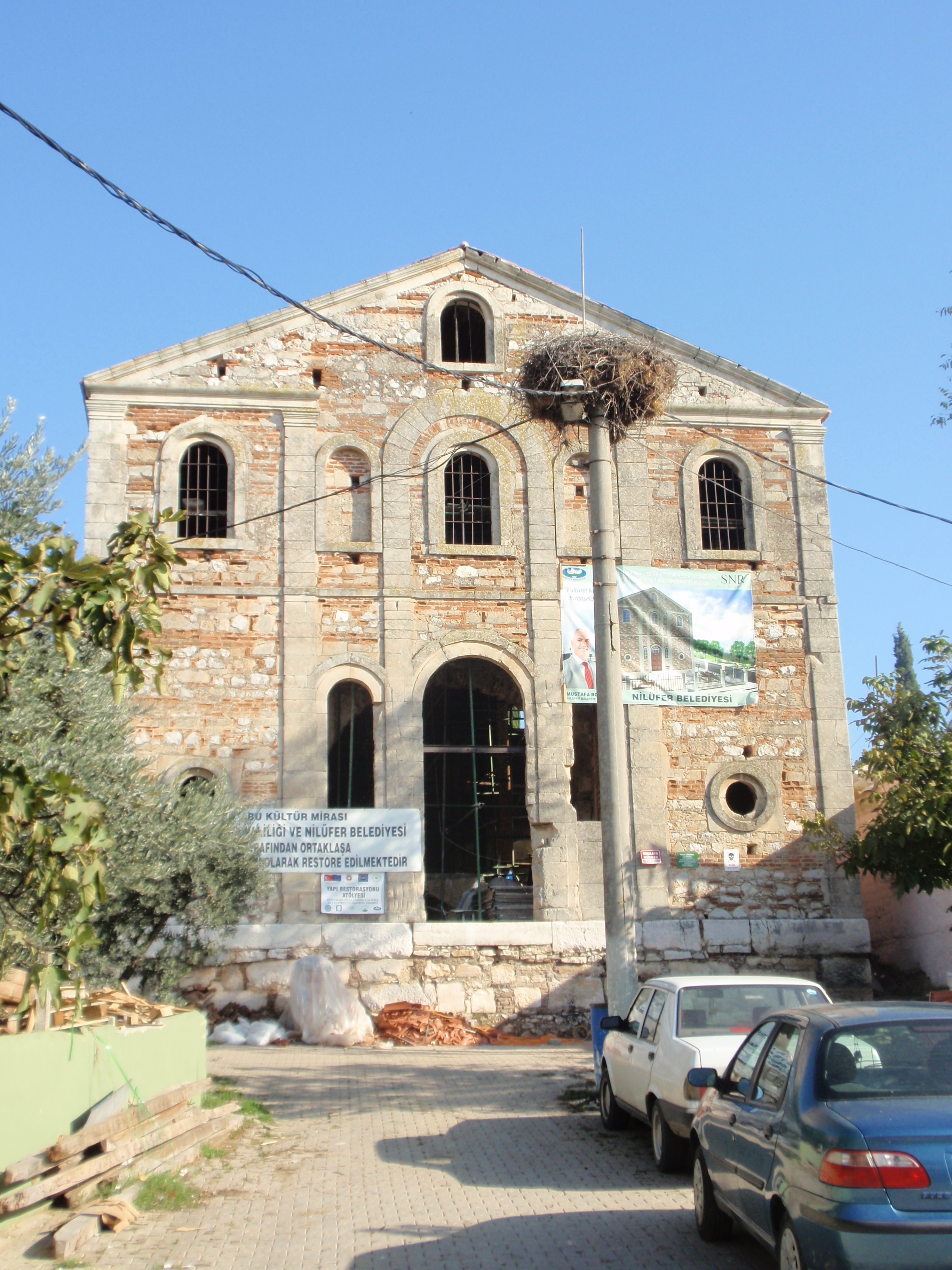
Alte griechisch-orthodoxe Kirche im Ortsteil Gölyazı

## Geschichte
Seit einer Gebietsreform 2013 ist der Ilçe (Landkreis) flächen- und einwohnermäßig identisch mit der Kreisstadt. Die bestehenden 42 Mahalles (Stadtteile) von Nilüfer (Ilçe merkezi) blieben erhalten und die 22 Dörfer Köy wurden in Mahalles umgewandelt wurden. Somit stieg die Anzahl der Mahalles für diesen Ilçe auf 64.

## Sehenswürdigkeiten
Auf zwei Hügeln einer Landzunge im Uluabat Gölü liegen Reste der antiken Siedlung Apollonia.

## Städtepartnerschaften
Nilüfer listet folgende Partnerstädte auf:
| Stadt              | Land                                | seit |
| ------------------ | ----------------------------------- | ---- |
| Adalar, Istanbul   | Marmara, Türkei                     | 2010 |
| Arapgir            | Doğu Anadolu, Türkei                | 2020 |
| Ardino             | Kardschali, Bulgarien               | 1996 |
| Assenowgrad        | Plowdiw, Bulgarien                  | 2013 |
| Bayramiç           | Marmara, Türkei                     | 2019 |
| Brăila             | Muntenia, Rumänien                  | 2001 |
| Cerro, Havanna     | Kuba                                | 2007 |
| Châlette-sur-Loing | Centre-Val de Loire, Frankreich     | 2014 |
| Daday              | Karadeniz, Türkei                   | 2016 |
| Dinar              | Ägäis, Türkei                       | 2011 |
| Elmalı             | Akdeniz, Türkei                     | 2021 |
| Famagusta          | Kuzey Kıbrıs, Zypern                | 2007 |
| Fındıklı           | Karadeniz, Türkei                   | 2019 |
| Gölpazarı          | Marmara, Türkei                     | 2014 |
| Goze Deltschew     | Blagoewgrad, Bulgarien              | 2012 |
| Gülyalı            | Karadeniz, Türkei                   | 2020 |
| Hanau              | Hessen, Deutschland                 | 2014 |
| Kaynarca           | Marmara, Türkei                     | 2020 |
| Ķekava             | Lettland                            | 2010 |
| Kırklareli         | Marmara, Türkei                     | 2012 |
| Kubrat             | Rasgrad, Bulgarien                  | 2021 |
| Lublin             | Polen                               | 2014 |
| Malkara            | Marmara, Türkei                     | 2016 |
| Manyas             | Marmara, Türkei                     | 2015 |
| Mykolajiw          | Ukraine                             | 2006 |
| Nizami, Baku       | Aserbaidschan                       | 2004 |
| Peja               | Kosovo                              | 2010 |
| Serres             | Kendrikí Makedonía, Griechenland    | 2011 |
| Susurluk           | Marmara, Türkei                     | 2020 |
| Tōkai              | Aichi, Japan                        | 2007 |
| Tut                | Güneydoğu Anadolu, Türkei           | 2014 |
| Tuzlukçu           | İç Anadolu, Türkei                  | 2014 |
| Umeå               | Västerbotten, Schweden              | 2007 |
| Vezirhan           | Marmara, Türkei                     | 2014 |
| Yayladere          | Doğu Anadolu, Türkei                | 2021 |
| Zavidovići         | Föderation, Bosnien und Herzegowina | 2018 |